# Antoni Hajdecki
Antoni Hajdecki fue un escultor polaco, nacido el año 1927 en Bochnia y fallecido el 1991. Discípulo de Xawery Dunikowski, profesor y vicerrector de Bellas Artes de Cracovia en los años 1968-1978 , diseñador y ejecutor de composiciones de escultura arquitectónica y monumentos al aire libre y grupos escultóricos.

## Vida y obras
Se graduó en el Liceo de Artes Plásticas -en polaco Liceum Plastycznego- A. Kenar en Zakopane. Estudió en la Academia de Bellas Artes de Cracovia, en los talleres de Fr. Kalfasa, St. Poplawski y X. Dunikowskiego. Desde 1956 fue investigador de Bellas Artes de Cracovia. Fue profesor de los artistas Czesław Dźwigaj, Mariusz Kulpa. En el 45 aniversario del Ejército Popular de Polonia (LWP), el 12 de octubre de 1988, recibió el Premio del Ministro de Defensa Nacional en el campo de las artes visuales. 
Sus trabajos se encuentran diseminados en diferentes poblaciones de Polonia, entre otras en  Rzeszow , Gorlitz , Rawicz , Tychy y Cracovia; incluyendo el busto de Wladyslaw Szafer frente al Jardín Botánico de la Universidad Jagellónica de Cracovia (1975), el Monumento al proletariado armado de Cracovia (1986) y el monumento en honor a Ivan Koniev ( 1987 ). En relación con el monumento al mariscal Koniev,  el conjunto musical Piwnica pod Baranami -sótano de los Rams- publicó una canción con música de Zbigniew Preisner.